# Club Deportivo Leganés
Il Club Deportivo Leganés è una società calcistica con sede a Leganés, nella comunità autonoma di Madrid, in Spagna. Milita attualmente nella Liga, la prima serie del campionato spagnolo di calcio. Disputa le partite interne allo stadio municipale di Butarque (12.454 posti).
Fondato nel 1928, militò per un trentennio nelle divisioni regionali. Nel 1954 esordì nella Tercera División e nel 2016-2017 in Primera División; ha raggiunto le semifinali di Coppa del Re nel 2017-2018.

## Storia
Fondato il 23 giugno 1928 da Félix Pérez de la Serna, il club ebbe come primo presidente Ramón del Hierro ed esordì il 1º luglio dello stesso anno, assumendo i colori sociali rosso-blu. Dopo l'iscrizione alla Federación Regional Centro (attualmente Real Federación de Fútbol de Madrid), negli anni '30 salì sino alla Segunda Categoría Preferente. Nel 1936 dovette, tuttavia, sospendere le proprie attività a causa dello scoppio della guerra civile spagnola e rimase inattiva per un decennio.
Fu ricostituito il 4 settembre 1946, data della sua iscrizione alla Federación Castellana dalla Segunda Categoría Ordinaria, da cui avanzò sino a esordire in Tercera División nel 1954-1955. La sua militanza in questa categoria non fu positiva, dato che negli anni '60 si divise tra Tercera e divisioni regionali. L'incremento demografico della città di Leganés determinò la costruzione di nuove infrastrutture quali il Campo Municipal Luis Rodríguez de Miguel, inaugurato nel 1966 e sede degli incontri casalinghi per più di tre decenni.
Nel 1978 ascese alla presidenza del club l'imprenditore mancego Jesús Polo González, che avrebbe conservato la carica sino al 2005. La squadra militava in Tercera División, dove si consolidò sino a ottenere la promozione in Segunda División B nel 1986-1987, beneficiando anche dell'allargamento del numero di squadre partecipanti al torneo. Un altro uomo-chiave della promozione fu l'allenatore Luis Ángel Duque, ingaggiato nella stagione 1989-1990 e a capo di un solido gruppo di calciatori determinati a salire di categoria.
Dal 1987 al 1993 la squadra militò nella Segunda División B, la terza divisione spagnola. La promozione in Segunda División fu ottenuta nella stagione 1992-1993, esattamente il 27 giugno 1993, grazie al primo posto nel proprio girone e alla vittoria nei play-off contro Elche, Xerez e Palencia, squadre contro cui il Leganés non subì alcuna sconfitta. Il 21 settembre 1995 la squadra divenne una sociedad anónima deportiva, con Jesús Polo quale maggiore azionista. A causa del penultimo posto del 1994-1995, aveva perso sul campo la categoria, ma si salvò per l'allargamento della Primera División a 22 squadre e alla retrocessione del Palamós decisa dalla giustizia sportiva per irregolarità amministrative. Il club si piazzò ottavo nel 1995-1996 e nel 1996-1997, stagione in cui fu anche in lotta per la promozione.
Il 14 febbraio 1998 il Leganés inaugurò il nuovo stadio municipale di Butarque, calcato da calciatori quali Catanha, Samuel Eto'o e Patxi Puñal, ai loro esordi prima di ascendere alla massima serie.
La caduta in Segunda División B avvenne alla fine della stagione 2003-2004, con José Pekerman come direttore sportivo e Carlos Aimar come allenatore di una rosa che comprendeva ben sedici calciatori sudamericani, voluti dal nuovo presidente, il produttore musicale argentino Daniel Grinbank. Questi abbandonò il progetto già in inverno, quando, tra l'altro, si scoprì che l'acquisto del club non era stato realizzato. Al suo posto tornò alla presidenza Jesús Polo, mentre i cattivi risultati portarono alla retrocessione del Leganés in terza serie.
Tornato in Segunda División dopo undici anni (nel 2014), nel 2014-2015 concluse al decimo posto e nel 2015-2016 si classificò secondo con 74 punti, uno in meno dell'Alavés capolista, conseguendo così la prima promozione nella Liga della sua storia. La certezza della promozione giunse il 4 giugno 2016 sul campo del Mirandés.
Il 22 agosto 2016 il Leganés debuttò in massima divisione vincendo per 1-0 contro il Celta Vigo al Balaídos, con gol di Víctor Díaz. Una settimana dopo pareggiò a reti bianche sul difficile campo dell'Atlético Madrid. La squadra concluse positivamente l'annata 2016-2017, salvandosi con una giornata di anticipo dalla retrocessione grazie al pareggio per 1-1 al penultimo turno al San Mamés contro l'Athletic Bilbao con rete di Alexander Szymanowski. Il Leganés chiuse dunque con quattro punti di margine sulla zona retrocessione, senza aver mai occupato posizioni a rischio nel corso dell'annata.
Nella stagione 2017-2018, dopo aver perso la gara di andata (0-1) in casa, ottenne una clamorosa vittoria in rimonta (2-1) allo Stadio Santiago Bernabéu contro il ben più quotato Real Madrid, vittoria che valse un'inopinata qualificazione alla semifinale di Coppa del Re, dove fu eliminato dal Siviglia. Nella stagione di esordio ottenne la salvezza in Primera División. La squadra terminò l'annata con un nuovo diciassettesimo posto in campionato, bissando la tranquilla salvezza dell'anno precedente. Nella stagione successiva, guidato in panchina da Mauricio Pellegrino, il club ottenne il suo miglior piazzamento in campionato, qualificandosi tredicesimo, e riuscendo a battere a dicembre i futuri campioni del Barcellona in casa. Al termine dell'annata 2019-2020 il club retrocede in Segunda División a causa del diciottesimo posto in classifica, pur lottando per la salvezza fino all'ultima giornata di campionato. Terzo classificato nell'annata seguente in seconda divisione, perde le semifinali dei play-off.
Il 23 Giugno 2022 il Blue Crow Sport Group , con a capo Luhnow, ha firmato per il 99% delle azioni della società.

## Colori e simboli

### Colori
La maglia del Leganés è di colore bianco e blu, a strisce verticali, tradizionalmente abbinata a pantaloncini di colore bianco. La squadra ha adottato questa uniforme nel 1954, senza modificarla radicalmente da allora. Al momento della sua fondazione nel 1928 il club vestiva una divisa rossa ed azzurra, presto abbandonata con l'adozione di una casacca tricolore, con due strisce rossa e verde ai lati di una fascia centrale bianca (combinazione questa ripresa in tempi moderni per la divisa da trasferta). Dal 1946 al 1954 l'uniforme era invece di colore interamente verde, completo che in seguito è stato utilizzato solamente per alcune versioni della maglia da trasferta.

### Stemma
Lo stemma del Leganés ha la forma di un triangolo rovesciato, con iscritta sulla parte superiore la denominazione ufficiale della squadra e nella parte inferiore il nome della città, contornato da una corona trionfale. All'interno, un bisante strato di bianco e azzurro esibisce i colori sociali, sormontato da una corona marchionale che richiama la tradizione del marchesato di Leganés.

## Stadio
Dal 1998 la squadra disputa le partite casalinghe allo stadio municipale di Butarque, così chiamato in onore del patrono della città (Nuestra Señora de Butarque). L'impianto, che ha sostituito il vecchio stadio, che aveva ospitato le partite del club dal 1966) ha una capienza ufficiale di 12.454 posti ed è utilizzato anche per concerti ed altri eventi cittadini.

## Società

### Settore giovanile
Come da tradizione spagnola, anche il Leganés dispone di una squadra giovanile, il Leganés B, attualmente iscritto alla Tercera División, il quarto livello del calcio nazionale.

## Allenatori
| - Luis Ángel Duque (1989–95) - Luis Sánchez Duque (1995–97) - Pedro Braojos (1997–98) - Luis Sánchez Duque (1998–99) - Enrique Martín (1999–01) - Ciriaco Cano (2001) - Carlos Sánchez Aguiar (2001–02) - Enrique Martín (2002–03) - Víctor Hugo Marchesini (2004) - Quique Estebaranz (2005) - Luis Ángel Duque (2005–06), (2009–10) | - Miguel Rivera (2010–11) - Miguel Álvarez (2011) - Carlos Orúe (2011–12) - Víctor Manuel Fernández Gutiérrez (2012) - Pablo Alfaro (2012–13) - Asier Garitano (2013–2018) - Mauricio Pellegrino (2018–2019) - Luis Cembranos (2019) - Javier Aguirre (2019–2020) - Asier Garitano (2020-2021) - Mehdi Nafti (2021-2022) | - Imanol Idiakez (2022-) |

## Giocatori celebri
| - José Chamot - Federico Domínguez - Samuel Eto'o - Pierre Webó - Chupe - Iván Zarandona - Christopher Ohen - Ariza Makukula - Paulo Torres | - Andrej Moch - Alfredo - Catanha - Rubén Falcón - Jordi Lardín - Pedro Largo - Carlos Martínez - Raúl Moreno - Quini |

## Palmarès

### Competizioni nazionali
- Segunda División: 1

2023-2024
- Segunda División B: 1

1992-1993 (girone A)

## Statistiche e record

### Partecipazioni ai campionati
| Livello | Categoria                       | Partecipazioni | Debutto   | Ultima stagione |
| ------- | ------------------------------- | -------------- | --------- | --------------- |
| 1º      | Primera División                | 5              | 2016-2017 | 2024-2025       |
| 2º      | Segunda División                | 19             | 1993-1994 | 2025-2026       |
| 3º      | Segunda División B              | 16             | 1987-1988 | 2013-2014       |
| 4º      | Tercera División                | 19             | 1954-1955 | 1986-1987       |
| 5º      | Divisiones Regionales de Fútbol | 40             | 1928-1929 | 1976-1977       |

## Tifoseria

### Gemellaggi e rivalità
La rivalità maggiormente sentita a livello di tifoseria è quella nei confronti del Getafe, sobborgo confinante e formazione con cui il Leganés si è incontrato numerose volte nelle divisioni minori e, in epoca più recente, anche in massima serie. Le due squadre disputano il cosiddetto derby del sud di Madrid.

## Organico

### Rosa 2025-2026
Aggiornata al 31 luglio 2025.
| N. |                       | Ruolo | Calciatore               |
| -- | --------------------- | ----- | ------------------------ |
| 1  | Spagna (bandiera)     | P     | Juan Soriano             |
| 2  | Spagna (bandiera)     | D     | Marvelous Antolín Garzón |
| 3  | Spagna (bandiera)     | D     | Jorge Sáenz              |
| 4  | Spagna (bandiera)     | D     | Rubén Pulido             |
| 5  | Spagna (bandiera)     | D     | Ignasi Miquel            |
| 6  | Spagna (bandiera)     | D     | Lalo Aguilar             |
| 7  | Spagna (bandiera)     | D     | Rubén Peña               |
| 8  | Guinea (bandiera)     | C     | Seydouba Cissé           |
| 9  | Spagna (bandiera)     | A     | Miguel de la Fuente      |
| 10 | Spagna (bandiera)     | A     | Juan Cruz                |
| 11 | Capo Verde (bandiera) | A     | Duk                      |
| 13 | Spagna (bandiera)     | P     | Miguel San Román         |

| N. |                    | Ruolo | Calciatore          |
| -- | ------------------ | ----- | ------------------- |
| 14 | Spagna (bandiera)  | C     | Roberto López       |
| 15 | Spagna (bandiera)  | D     | Enric Franquesa     |
| 17 | Spagna (bandiera)  | A     | Naim García         |
| 18 | Belgio (bandiera)  | A     | Benjamin Pauwels    |
| 19 | Spagna (bandiera)  | A     | Diego García        |
| 20 | Spagna (bandiera)  | D     | Javi Hernández      |
| 21 | Spagna (bandiera)  | C     | Andrés Campos       |
| 22 | Uruguay (bandiera) | D     | Sebastián Figueredo |
| 23 | Marocco (bandiera) | A     | Álex Millán         |
| 24 | Guinea (bandiera)  | C     | Amadou Diawara      |
| 26 | Spagna (bandiera)  | C     | Carlos Guirao       |
| 31 | Spagna (bandiera)  | P     | Javi Garrido        |